# Глисон, Эрин
Эрин Глисон (англ. Erin Gleason; род. 18 сентября 1977 года в гор. Довер, штат Нью-Джерси, США) — американская конькобежка, специализирующаяся в шорт-треке. Участвовала на Олимпийских играх в 1998 года. Двукратная бронзовый призёр чемпионатов мира.

## Биография
Эрин Глисон начала заниматься скоростным катанием на коньках в возрасте 11 лет в городе Джексон под руководством её отца Ларри, который сам участвовал в местных соревнованиях по этому виду спорта. Её отец работал учителем в средней региональной школе городка Беркли, а мать Мэри — медсестрой отделения неотложной скорой помощи в медицинском центре Томс-Ривер. У Эрин также есть сестра Керри и брат Джейсон. Кроме конькобежного спорта Эрин занималась Софтболом и была четырехлетней победительницей университетской олимпиады по софтболу. В выпускном классе она привела команду к титулу «А-Юг».
В 1993 году выиграла чемпионат США по шорт-треку среди девушек, а в 1995 году вошла в состав национальной сборной и уже в начале марта 1996 года на чемпионате мира в Гааге в эстафете выиграла бронзовую медаль. Через три недели на командном чемпионате мира в Лейк-Плэсиде вновь взяла бронзу в составе команды. Эрин была 3-кратной рекордсменкой США в эстафетах на 1000, 1500 и 3000 метров.
В 1997 году Эрин стала встречаться с итальянским конькобежцем Орацио Фагоне, однако в мае он попал в серьёзную аварию и ему ампутировали правую ногу, после чего у Эрин начался стресс, это был тяжёлый удар, сначала в прошлом году умерли два её дедушки и близкий друг, мать восстанавливалась после недавней операции. Её результаты резко упали, когда она вернулась в Колорадо-Спрингс, чтобы тренироваться со сборной США. В то время у Фагоне была глубокая депрессия и Глисон чувствовала себя беспомощной и подавленной. Она начала консультироваться со спортивным психологом Шоном Макканном, который работал со спортсменами США в Центре олимпийской подготовки..
На отборе к Олимпиаде она пришла в норму и отобралась на три дистанции, к тому же у матери состояние улучшилось, да и Фагоне начал выздоравливать, и собирался наблюдать за соревнованиями в Нагано из Бормио. В феврале 1998 года на Олимпиаде в Нагано Эрин заняла на 500м 13-е место, на 1000 м — 18-е место, и в эстафете была 5-й. Через года на чемпионате мира в Монреале на 1500 м заняла 22 место и в общей классификации стала 33-й. В том же 1999 году завершила карьеру.
Эрин училась в Джорджтаунском университете по специальности "Международный бизнес". После окончания университета она училась в Университете дельи-Студи-ди-Генуя в Италии на экологическом факультете. Позже стала винным сомелье в казино M Resort Spa в Лас-Вегасе.